# Synema albomaculatum
Synema albomaculatum är en spindelart som beskrevs av Ono 200. Synema albomaculatum ingår i släktet Synema och familjen krabbspindlar.
Artens utbredningsområde är Bhutan. Inga underarter finns listade i Catalogue of Life.